# Olle Zetterberg

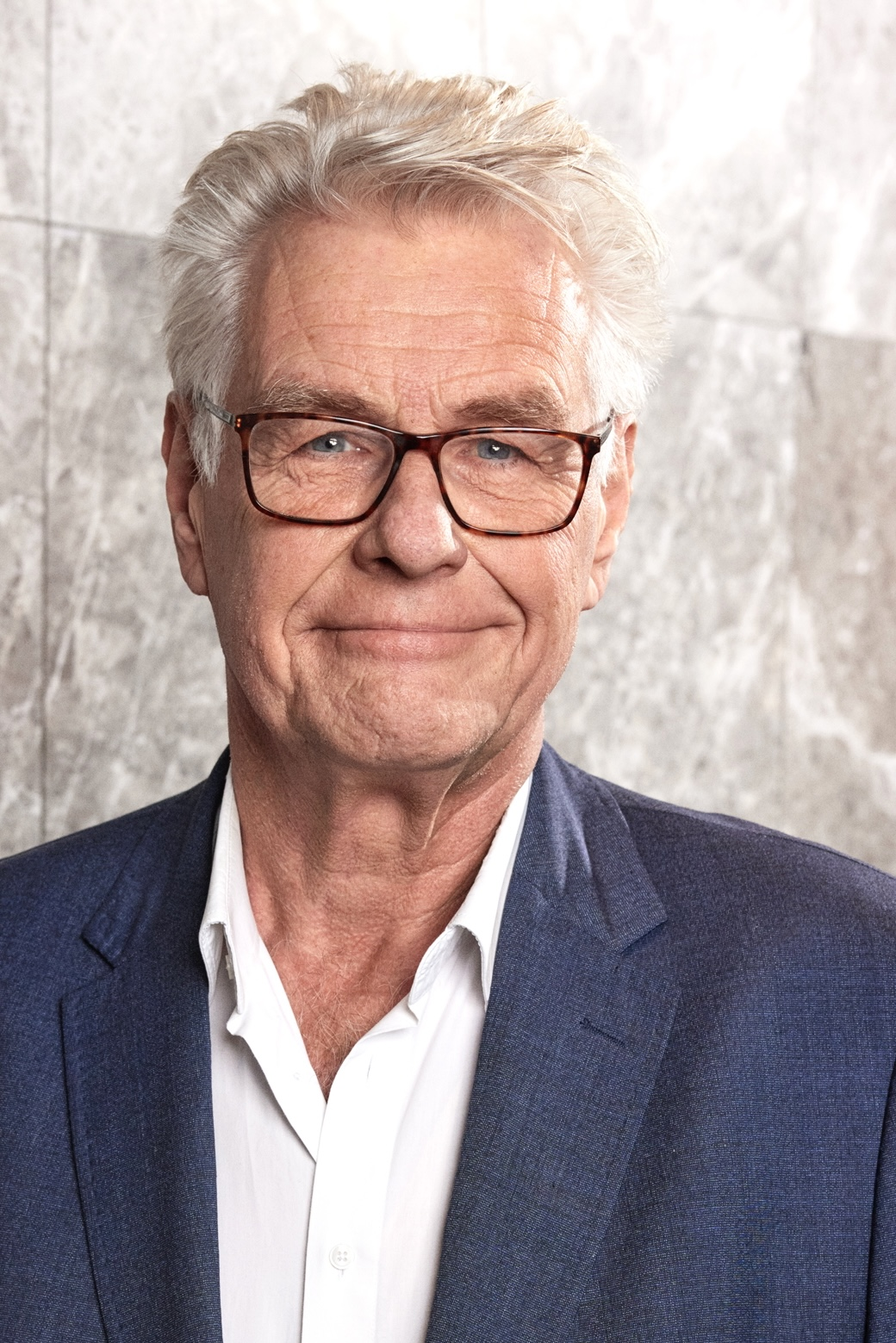
Olle Zetterberg, 2023

För arkitekten, se Olle Zetterberg (arkitekt)
Olle Zetterberg, född 1951, är en svensk jurist. Han är son till Åke Zetterberg och bror till Eva Zetterberg. Han var VD för Stockholm Business Region 2007-2018. Sedan 2018 driver han egen konsultverksamhet.
Zetterberg är jur. kand. och har arbetat för Stockholms stad sedan 1981 och var senast VD på Stockholm Business Region AB. Sedan 2021 är han ordförande i Stockholms Namnberedning. Han är sedan 2023 samordnare av stadsutvecklingsprojektet Värtahamnen.
Han började som intäktschef på socialtjänsten och har därefter arbetat som administrativ chef och socialchef på socialdistriktet i Katarina-Sofia, flyktingsamordnare, socialchef i Bromma, fritidsdirektör, kultur- och idrottsdirektör, stadsbyggnadsdirektör samt gatu- och fastighetsdirektör.